# Wild Card (filme)
Wild Card (bra: Jogo Duro) é um filme de ação e suspense produzido nos Estados Unidos em 2015, dirigido por Simon West e com atuações de Jason Statham, Michael Angarano, Dominik Garcia-Lorido, Milo Ventimiglia, Hope Davis e Stanley Tucci.
Sua estreia no Brasil ocorreu em 25 de junho de 2015 diretamente em DVD.